# Simo
Pour les articles homonymes, voir Simo (homonymie).
Simo est une municipalité du nord-ouest de la Finlande, en Laponie.

## Géographie
Le village centre se situe à 25 km de Kemi sur la route d'Oulu (nationale 4, E75).
Située dans le sud de la Laponie, bordée par le Golfe de Botnie, la commune est restée largement rurale malgré le développement de quelques petites industries.
Le relief est peu marqué, les forêts et zones marécageuses constituent l'essentiel du territoire.
La Simojoki est la seule rivière d'importance à rejoindre la mer entre la Kemijoki et l'Iijoki.
Simo est bordée par les municipalités de Kemi et Keminmaa à l'ouest, Tervola au nord, Ranua à l'ouest et Kuivaniemi au sud (et en Ostrobotnie du Nord).

## Économie
Le taux de chômage est dans la moyenne de la province, autour de 17 %, et la population diminue d'environ 30 habitants par an.
Le 6 mai 2010, le gouvernement finlandais a donné son accord pour la construction d'une centrale nucléaire sur son territoire ou sur la commune de Pyhäjoki.
Le 5 octobre 2011, Fennovoima a choisi le site de Pyhäjoki pour construire sa centrale nucléaire. La commune de Simo n'en aura donc pas sur son territoire.

## Démographie
Depuis 1980, l'évolution démographique de Simo est la suivante, :
| Année      | 1980  | 1985  | 1990  | 1995  | 2000  | 2005  |
| ---------- | ----- | ----- | ----- | ----- | ----- | ----- |
| population | 4 197 | 4 275 | 4 276 | 4 158 | 3 891 | 3 621 |

| Année      | 2010  | 2015  | 2020  |
| ---------- | ----- | ----- | ----- |
| population | 3 489 | 3 287 | 2 979 |

## Politique et administration

### Conseil municipal
Les sièges des 17 conseillers municipaux sont répartis comme suit:
| Parti     | Parti                              | Sièges 2021–2025 |
| --------- | ---------------------------------- | ---------------- |
|           | Parti social-démocrate de Finlande | 0                |
|           | Vrais Finlandais                   | 3                |
|           | Parti de la Coalition nationale    | 2                |
|           | Parti du centre                    | 9                |
|           | Alliance de gauche                 | 3                |
|           | Avoin Puolue                       | 0                |
| Sources : |                                    |                  |

## Transports
Simo est traversée par les routes régionales 923 (Tervola-Simo), 924 (Ranua-Simo) et 849 (Muhos-Ylikiiminki).
Simo est sur la route côtière d'Ostrobotnie.
Simo est aussi sur la ligne Oulu-Tornio.

## Personnalités
- Veikko Huovinen, écrivain
- Martti Miettunen, Premier ministre
- Aarne Orjatsalo, acteur

## Galerie

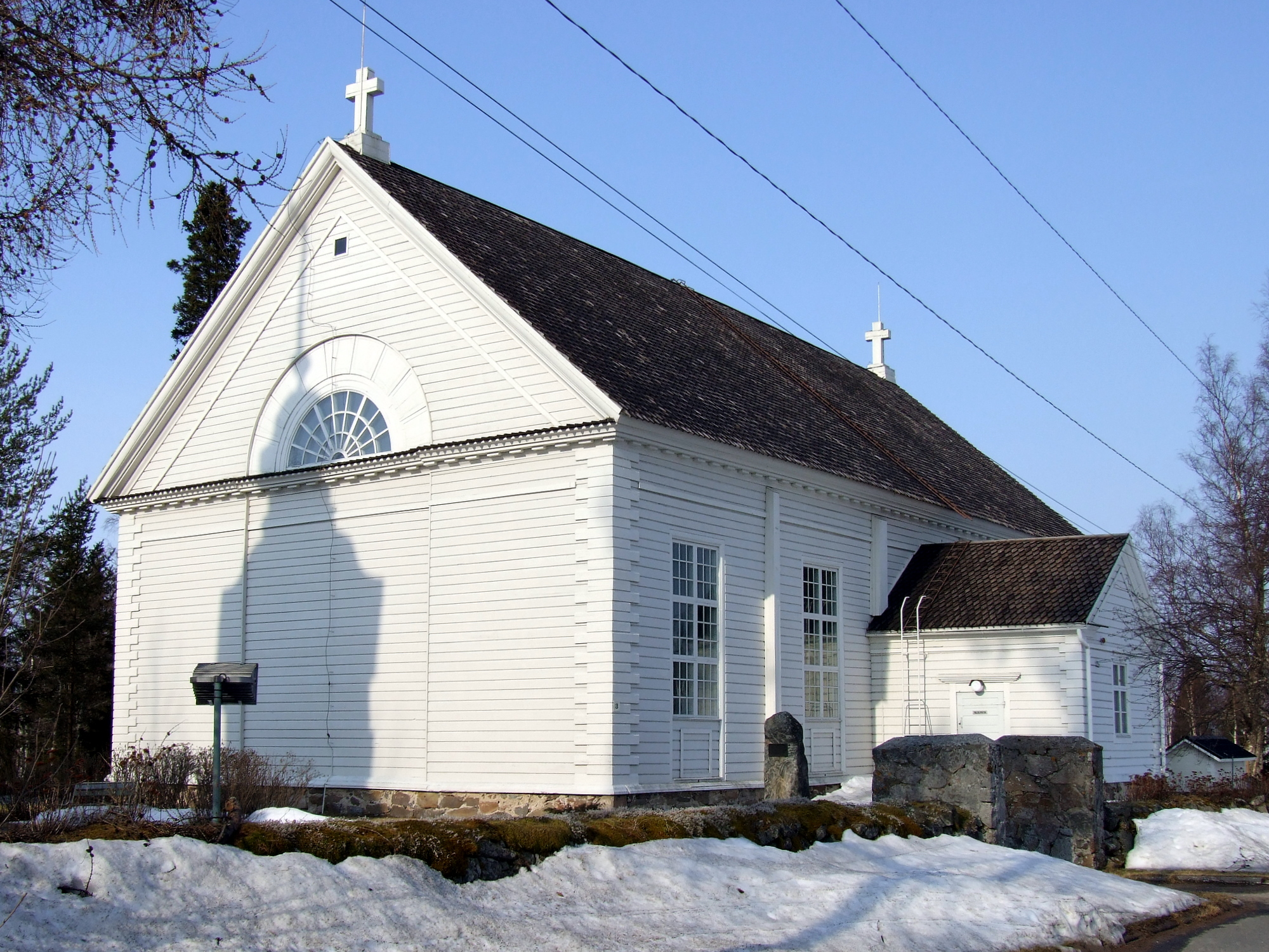
Église de Simo
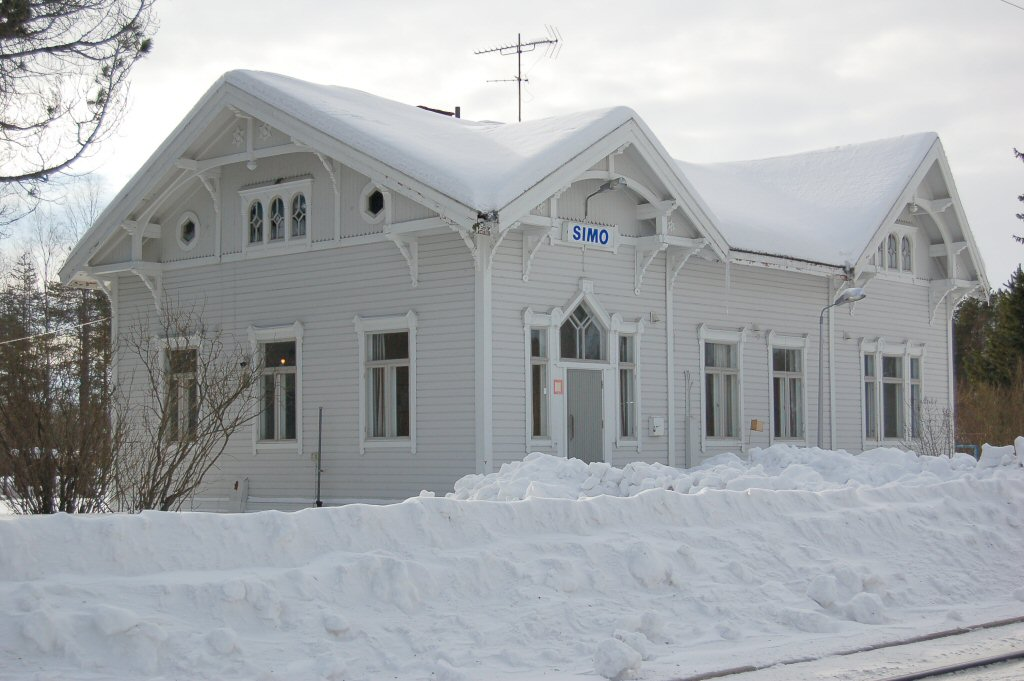
Gare de Simo.
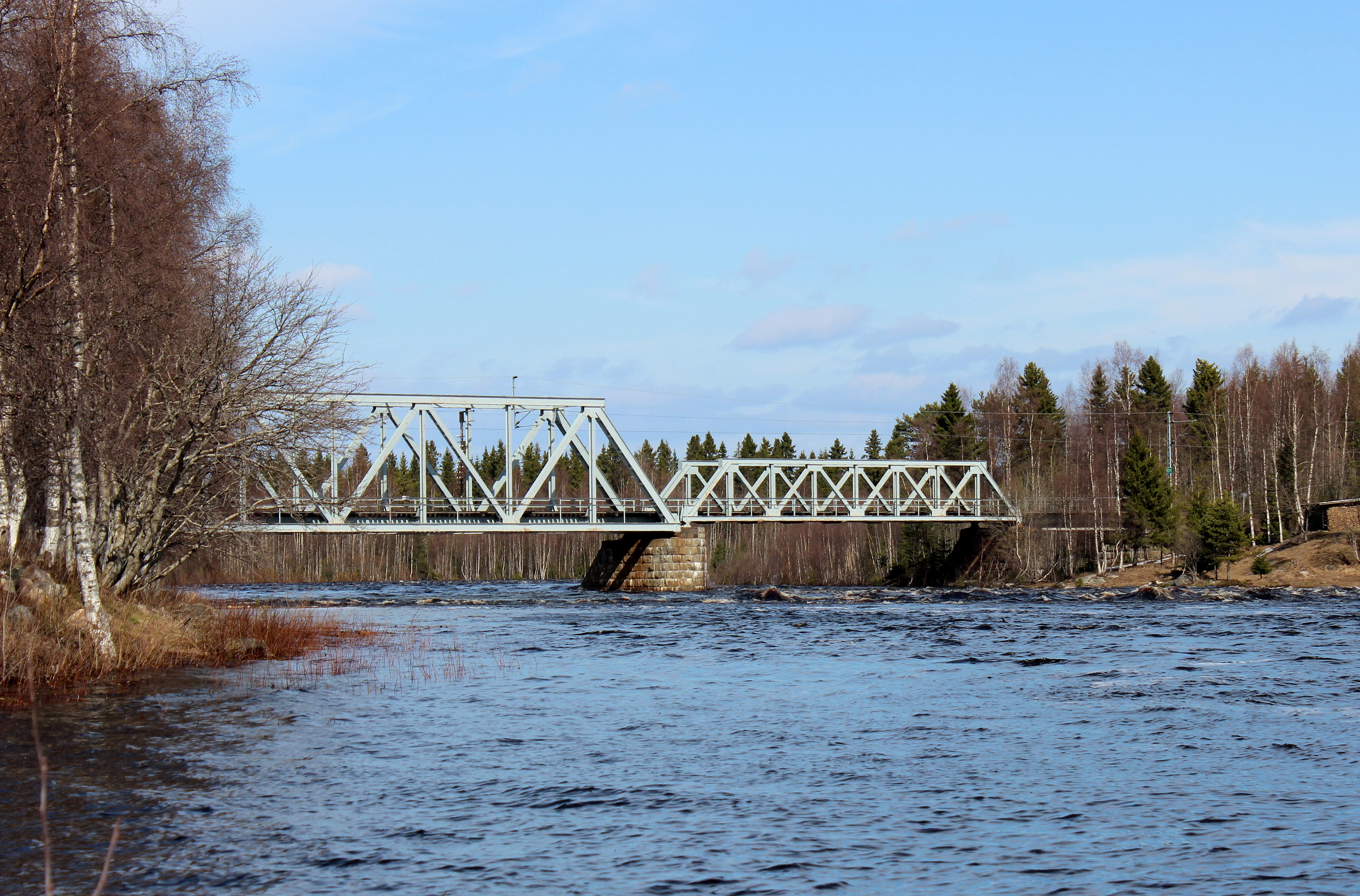
Pont ferroviaire sur la Simojoki.
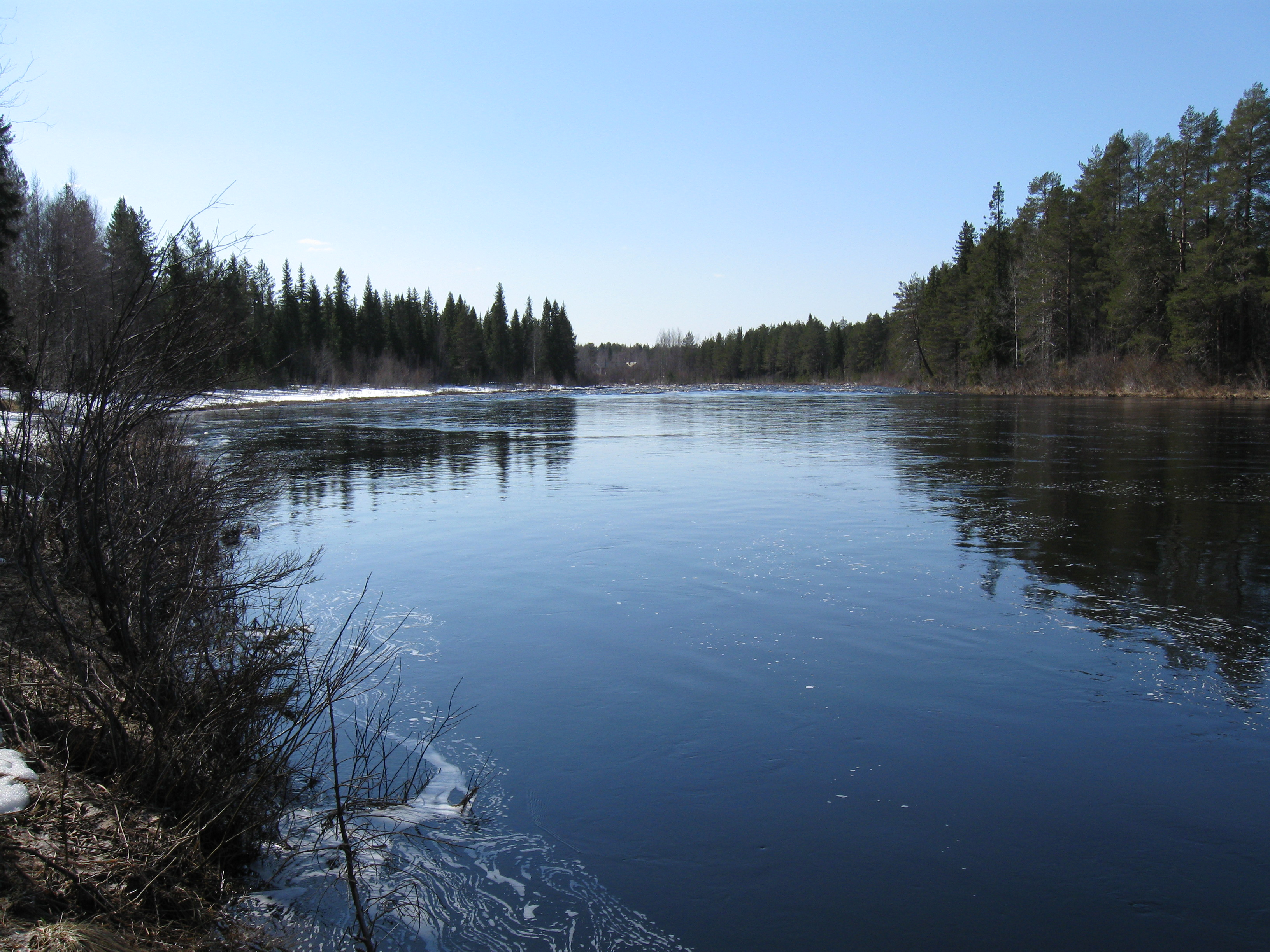
Rapides Hanskankoski.